# マシュラフェ・ビン・モルタザ
マシュラフェ・ビン・モルタザ（Mashrafe Bin Mortaza、ベンガル語: মাশরাফি বিন মর্তুজা、1983年10月5日 - ）は、バングラデシュのクルナ管区のナライル県出身のクリケット選手。バングラデシュ代表。
バングラデシュを代表するボウラーの一人であり、同代表のキャプテンを務める。2019年のESPNの調査によると、世界で最も有名なアスリートで98位にランクインした。